# Glycogeenstapelingsziekte type II
De ziekte van Pompe, ook wel glycogeenstapelingsziekte type II of zure-maltasedeficiëntie genoemd, is een erfelijke spierziekte die veroorzaakt wordt door een tekort aan het enzym zure α-glucosidase. Hierdoor wordt glycogeen niet of slecht afgebroken en hoopt het zich op in de lysosomen waardoor verschillende soorten weefsels beschadigd raken. De ziekte behoort dan ook tot de groep lysosomale stapelingsziekten. De grootste effecten ziet men in het hart, de skeletspieren (dwarsgestreept spierweefsel) en in glad spierweefsel. Er worden twee varianten onderscheiden: de klassieke variant, die zich al in de eerste levensmaanden openbaart met spierzwakte, en waarbij patiëntjes vaak al voor hun eerste verjaardag overlijden. Deze variant werd voor het eerst beschreven door de Nederlandse patholoog J.C. Pompe in 1932. Er is echter ook een late-onset variant, die op oudere leeftijd (puberteit, middelbare leeftijd of nog later) kan blijken. Patiënten hebben vooral last van spierzwakte; ademhalingsproblemen kunnen een oorzaak van overlijden zijn.

## Erfelijkheid
Het tekort aan het enzym zure α-glucosidase wordt veroorzaakt door een defect gen. Het gen heeft de aanduiding GAA gekregen en ligt op chromosoom 17q25. De ziekte erft autosomaal recessief over; beide ouders van een kind met de ziekte zijn drager van een afwijkende (gemuteerde) variant van het gen. De kans dat de kinderen de ziekte krijgen bedraagt 25 procent, de kans dat de kinderen niet ziek maar wel drager zijn van een afwijkend gen bedraagt 50 procent. Meer dan 200 verschillende mutaties van het GAA-gen kunnen aanleiding geven tot het krijgen van de ziekte. Het type mutatie heeft vaak een voorspellende waarde als het gaat over de ernst waarmee de ziekte zal verlopen. Dat dit niet altijd het geval is, geeft aan dat andere genen waarschijnlijk ook een rol spelen bij het ontstaan en verloop van de ziekte.

## Epidemiologie
De incidentie varieert van 1 per 14.000 tot 1 per 300.000, afhankelijk van de geografische ligging en de etnische groep die men onderzoekt. Het komt relatief vaker voor bij Afrikaanse Amerikanen, in Zuid-China en Taiwan. Gemiddeld komt men uit op 1 op de 40.000.

## Klinisch beeld

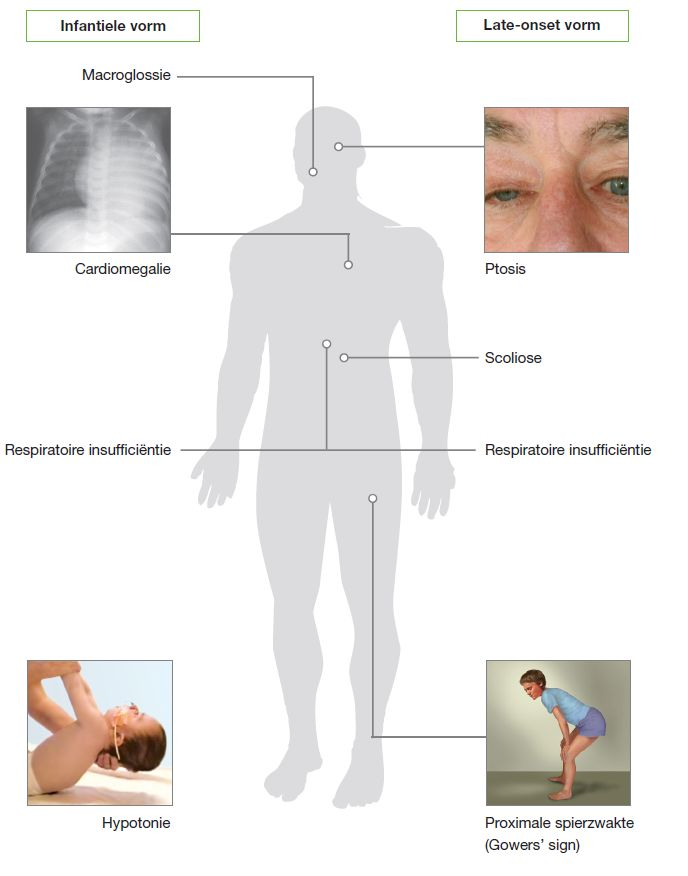
Symptomen die voorkomen bij de infantiele en late-onset vormen van de ziekte van Pompe

Vanaf de geboorte verloopt de ziekte progressief. In ieder geval zijn spierafwijkingen aanwezig. Symptomen van hart- en andere orgaanafwijkingen zijn niet altijd vanaf het begin manifest. De symptomen en ernst van de ziekte nemen snel toe.

### Infantiele vorm
De ernstigste vorm van de ziekte van Pompe uit zich in de eerste levensmaanden. Zonder behandeling sterven patiënten meestal voor hun eerste levensjaar als gevolg van cardiorespiratoir falen. Vaak zijn voedingsproblemen een eerste symptoom. Spierzwakte neemt toe van relatief mild bij geboorte tot zeer ernstig bij 6-8 maanden (Spierhypotonie). Cardiomegalie, moeite met voeding, spierzwakte en een kenmerkend ECG met verkort PR-interval en een hoog QRS-complex kunnen wijzen op de ziekte van Pompe. Bij aanwezigheid van één of meer van deze symptomen zou de ziekte van Pompe in de differentiaaldiagnose opgenomen moeten worden.

#### Symptomen
- Spierzwakte en hypotonie die snel toeneemt
  - De baby maakt een slappe ("floppy") indruk
  - Achteroverblijvend hoofd bij optillen
  - Stevig aanvoelende kuitspieren (maar functioneel zwak)
  - Slappe gezichtsspieren
  - Afname van de reflexen
  - Vertraagde motorische ontwikkeling
- Vergroot hart (cardiomegalie), cardiomyopathie en/of hartfalen
- Vergrote lever (hepatomegalie)
- Vergrote milt (splenomegalie)
- Vergrote tong (macroglossie)
- Probleem met zuigen en slikken waardoor de gewichtstoename achterblijft
- Ademhalingsproblemen (respiratoire insufficiëntie)
- Frequent luchtweginfecties
- Verhoogd creatinine kinase (marker voor spierafbraak)

### Late-onsetvorm
De late-onsetvorm kan zich op elke leeftijd manifesteren. De verschijnselen van spierzwakte ontstaan heel geleidelijk. De klachten worden vaak pas onderkend wanneer patiënten moeilijk vanuit zithouding kunnen opstaan of moeite krijgen met traplopen.
De ziekte van Pompe is progressief en gaat gepaard met een sterk verhoogde morbiditeit en mortaliteit. Veel patiënten worden rolstoelafhankelijk en/of beademingsbehoeftig.

#### Symptomen
- Algehele vermoeidheid
- Proximale spierzwakte (Gowers-teken)
- Respiratoire insufficiëntie (liggend)
- Spierpijn en andere pijnklachten
- Scoliose
- Ptosis

## Diagnose
De gouden standaard voor het vaststellen van de ziekte van Pompe is een enzymassay waarmee de zure α-glucosidase-activiteit in bloed (lymfocyten) wordt gemeten. Deze test kan ook worden uitgevoerd in een blood spot, in een kweek van huidfibroblasten of in een spierbiopt.
Aanvullende tests
- Thoraxfoto’s (vergroot hart)
- Laboratoriumtest voor creatinine kinase (CK, spierafbraak)
- Laboratoriumtest voor AST, ALT en LDH (activiteit van enzymen in de spieren)
- Laboratoriumtest voor Glc4 (glycogeen-stapeling)
- Elektrocardiogram (hartfunctie)
- Elektromyogram (spierfunctie)

Het is moeilijk om snel een diagnose van de ziekte van Pompe te stellen. De symptomen zijn niet bijzonder specifiek en de ziekte is zeldzaam. Omdat de ziekte zo snel verloopt is het van belang dat men de correcte diagnose stelt.

### Differentiaaldiagnose infantiele vorm
- Spinale musculaire atrofie (SMA) type I, ziekte van Werdnig-Hoffmann
- Hypothyreoïdie
- Congenitale spierdystrofie
- Ziekte van Danon
- Endocardiale fibroelastose
- Carnitine-deficiëntie
- Glycogeenstapelingsziekte III en IV
- Idiopathische hypertrofische cardiomyopathie
- Myocarditis
- Mitochondriale-/ademhalingsketenaandoeningen
- Peroxisomale aandoeningen

### Differentiaaldiagnose late-onsetvorm
- Limb-girdle-spierdystrofie
- Becker/Duchenne-spierdystrofie
- Polymyositis
- Mitochondriële myopathie
- Carnitine deficiëntie
- Glycogeenstapelingsziekte III, IV en V
- Ziekte van Danon
- Reumatoïde artritis
- Spinale musculaire atrofieën
- Ziekte van Kennedy
- Amyotrofe laterale sclerose (ALS)

## Behandeling
Er moet onderscheid gemaakt worden tussen behandeling van de ziekte zelf door toediening van het ontbrekende enzym en behandeling van de symptomen.

### Enzymvervangende therapie
Bij de ziekte van Pompe is de activiteit van het enzym zure α-glucosidase zeer sterk gereduceerd. In Europa is sinds 2008 het medicijn alglucosidase alfa (Myozyme), een Recombinant-DNA-geneesmiddel goedgekeurd voor behandeling van de ziekte van Pompe. Het medicijn moet per infuus worden toegediend.  De effectiviteit voor het gebruik bij zeer jonge kinderen blijkt hoog. Patiënten die de ziekte op latere leeftijd krijgen hebben beperkt baat bij het middel.

### Cardiomyopathie
De cardiomyopathie bij de ziekte van Pompe is moeilijk te behandelen. Dit gebeurt bij voorkeur door een gespecialiseerde cardioloog. Standaardmedicatie zoals beta-blokkers, ACE-remmers en digoxine kan de symptomen in sommige gevallen verergeren.
De arts zal de hartfunctie monitoren:
- thoraxfoto
- echocardiogram
- uitdroging en overvulling voorkomen
- aritmieën

### Longfunctie
De slappe spieren bemoeilijken het hoesten, waardoor het infectierisico toeneemt. Indien de longfunctie te beperkt is, kan men proberen het hoesten te ondersteunen, waarbij gedacht kan worden aan het aanleren van de airstack-techniek. Indien dit onvoldoende helpt, kan ook ondersteuning met een hoestmachinie (Cough Assist) overwogen worden. Infecties dient men agressief te behandelen met antibiotica.
Luchtwegverwijders vergemakkelijken de ademhaling indien er ook een bronchusobstructie bestaat. Bij alleen falen van de ademspieren helpt dit vaak niet. 
De nachtelijke ademhaling kan bij zogenaamde respiratoire insufficiëntie (nachtelijke hypercapnie ofwel verhoogd koorzuurgehalte) worden ondersteund met nachtelijke, niet-invasieve beademing. Toediening van extra zuurstof, 's nachts of continu, kan op verschillende manieren, echter hierbij moet rekening gehouden worden met de eventuele hypercapnie.

## Politieke discussie
In juli 2012 werd in de Nederlandse media gediscussieerd over de kosten van het behandelen van de ziekte van Pompe.
Vanwege de hoge jaarlijkse kosten (500.000 tot 700.000 euro per patiënt per jaar) en de beperkte effectiviteit stelde het College voor zorgverzekeringen eind juni 2012, de vergoeding ter discussie voor oudere patiënten. Ook de ziekte van Fabry werd in dit kader genoemd.
Inzet van de daarna ontstane publieke discussie waren de hoge kosten en de kosten die men zou mogen maken voor een gewonnen levensjaar. Later werden de rol van de farmaceutische industrie en de hoge prijzen van de medicijnen, de verantwoordelijkheid van ouders met een gendefect en het solidariteitsprincipe in de ziekteverzekering deel van het debat.
Het economische begrip QALY of quality-adjusted life year, een maat waarin de kosten van de medische behandeling in verband worden gebracht met het aantal levensjaren vermenigvuldigd met een correctiefactor voor de kwaliteit van die levensjaren, speelde een rol in de discussie. Een econoom, dr. Marc Pomp, stelde die maat op 50.000 euro; de kosten van behandeling van de ziekte van Pompe gaan daar ver overheen.
Bij de ziekte van Pompe in klassieke vorm zijn de kosten per quality-adjusted life year tussen de 300.000 euro en de 900.000 euro, afhankelijk van de dosis myozyme. De kosten per quality-adjusted life year zijn voor de niet-klassieke ziekte van Pompe gemiddeld vijftien miljoen euro. Het CVZ noemde het bedrag "ver boven de acceptabele grens".
Een uitgave van enkele tienduizenden euro per quality-adjusted life year is in de gezondheidszorg meestal reden om kritisch naar het aanbieden of voortzetten van een behandeling te kijken. Deze afweging moet vooral worden gemaakt wanneer het om grote aantallen patiënten gaat zoals bij algemeen voorkomende ouderdomsklachten en ouderdomsziekten. Het medicijn tegen de ziekte van Pompe is een "weesmedicijn" voor een zeer kleine groep. Dat kan tot een andere afweging leiden.
De medisch ethicus, theoloog en VVD-senator Heleen Dupuis vroeg zich in het Algemeen Dagblad af of we het in leven houden van lijders aan deze ziekten "wel moeten willen'.
De zorgverzekeraars lieten weten dat zij door zouden gaan met het vergoeden van de zorg voor patiënten met de ziekte van Pompe.
Externe links
- Spierziekten Nederland
- Spierziekten Vlaanderen